# Silvia Cano Juan
Silvia Cano Juan   (Palma, 7 de maig de 1981) és una professora i política mallorquina, que va ser diputada al Parlament de les Illes Balears pel Partit Socialista de les Illes Balears (PSIB-PSOE) fins a la seva renúncia el 2024 per dedicar-se a la docència.

## Biografia
Silvia Cano és llicenciada en Filosofia per la Universitat de les Illes Balears (UIB) i té un màster en filosofia contemporània. A més, és experta universitària en anàlisi psicosocial de la violència de gènere i especialista en igualtat d'oportunitats.

### Regidora a l'Ajuntament de Calvià
Silvia Cano va començar la seva trajectòria política a nivell local com a regidora a l'Ajuntament de Calvià després de les eleccions municipals de 2011. Va ser escollida regidora pel PSIB-PSOE, on va ser responsable de diversos àmbits relacionats amb la gestió municipal, com la millora de serveis públics i polítiques socials. Va destacar pel seu compromís en millorar la gestió municipal i amb les polítiques d'habitatge i benestar social. Va entrar en un consistori bipartit, donat que a les eleccions el Partit Popular havia obtingut 14 regidors i el PSIB 11, del total de 25 en joc a Calvià. Va renunciar pel fet de ser escollida secretària general de la Federació Socialista de Mallorca.

### Consellera del Consell de Mallorca
Abans de la seva etapa com a diputada, Silvia Cano va exercir com a consellera del Grup Socialista al Consell Insular de Mallorca entre 2007 i 2015. Durant aquest període, va formar part de la comissió de control de la Ràdio i Televisió de Mallorca.

### Secretària general dels Socialistes de Mallorca
Cano va ser secretària general de la Federació Socialista de Mallorca des del 3 de febrer de 2012 fins al juliol de 2017. En una entrada al seu blog personal, va expressar les seves raons per assumir aquest càrrec, destacant el compromís amb la renovació i l'enfortiment del projecte socialista a Mallorca, així com la seva voluntat de promoure un projecte polític més inclusiu, obert i proper a la ciutadania. Cano va defensar una política social i d'igualtat per a tots els ciutadans de Mallorca, així com un treball intens per millorar la cohesió interna del partit.
A la seva elecció com a secretària general, Cano va destacar la importància d'un projecte renovador i va subratllar que el PSIB-PSOE havia de ser l'opció de canvi per a les Illes Balears. En deixar el càrrec de secretària general el 2017, Cano va destacar que durant els anys al capdavant de la Federació va aconseguir consolidar un projecte socialista que havia fet front als reptes polítics més difícils.

### Diputada al Parlament
Silvia Cano va ser elegida diputada al Parlament de les Illes Balears en les eleccions de 2015, 2019 i 2023, representant la circumscripció de Mallorca pel PSIB-PSOE. Durant la Novena legislatura de les Illes Balears, va presidir la Comissió d'Assumptes Socials i Drets Humans del Parlament, i va ser membre de la Comissió de Control sobre la Radiotelevisió de les Illes Balears (2015-2019). Posteriorment, a la desena legislatura de les Illes Balears va ser portaveu titular del Grup Parlamentari Socialista (juny 2019-febrer 2021), portaveu suplent del febrer del 2021 fins a juny de 2023 i presidenta de la Comissió de l'Estatut dels Diputats i les Diputades (2021-2023). A l'onzena legislatura va ser vicepresidenta de la Comissió d'Assumptes Socials i de la Comissió de Control sobre la Radiotelevisió de les Illes Balears (setembre 2023-abril 2024).
A la seva etapa al Parlament, va defensar diverses polítiques socials i de drets humans, incloent-hi l'igualtat de gènere i la protecció de les persones vulnerables.

### Renúncia al càrrec
El setembre de 2024, Silvia Cano va anunciar la seva renúncia com a diputada del Parlament de les Illes Balears per dedicar-se a la docència. Aquesta decisió va obrir una nova etapa en la seva carrera professional, allunyada de la política institucional.